# Tornos scolopacinarius
Tornos scolopacinarius är en fjärilsart som beskrevs av George Duryea Hulst 1896. Tornos scolopacinarius ingår i släktet Tornos och familjen mätare. Inga underarter finns listade i Catalogue of Life.